# جورج دبليو. جونسون
جورج دبليو. جونسون (بالإنجليزية: George W. Johnson)‏ هو سياسي أمريكي، ولد في 22 ديسمبر 1894 في دولوث في الولايات المتحدة، وتوفي في 20 يونيو 1974. حزبياً، نشط في الحزب الجمهوري لمينيسوتا ‏ والحزب الجمهوري. وقد انتخب عضو مجلس نواب مينيسوتا.